# Wólka (gromada w powiecie koneckim)
Wólka – dawna gromada, czyli najmniejsza jednostka podziału terytorialnego Polskiej Rzeczypospolitej Ludowej w latach 1954–1972.
Gromady, z gromadzkimi radami narodowymi (GRN) jako organami władzy najniższego stopnia na wsi, funkcjonowały od reformy reorganizującej administrację wiejską przeprowadzonej jesienią 1954 do momentu ich zniesienia z dniem 1 stycznia 1973, tym samym wypierając organizację gminną w latach 1954–1972.
Gromadę Wólka z siedzibą GRN w Wólce utworzono – jako jedną z 8759 gromad na obszarze Polski – w powiecie koneckim w woj. kieleckim, na mocy uchwały nr 13d/54 WRN w Kielcach z dnia 29 września 1954. W skład jednostki weszły obszary dotychczasowych gromad Budzisław i Wólka ze zniesionej gminy Pijanów w powiecie koneckim oraz Lasocin ze zniesionej gminy Oleszno w powiecie włoszczowskim. Dla gromady ustalono 15 członków gromadzkiej rady narodowej.
Gromadę zniesiono 31 grudnia 1959, a jej obszar włączono do gromad Mnin (wieś Lasocin i gajówkę Wysoka Góra) i Słupia (wsie Budzisław i Wólka, kolonie Konradów i Mogielnica oraz osadę Gwóźdź).